# Ian Chen
Ian Chen (ur. 7 września 2006 w Los Angeles) – amerykański aktor.

## Życiorys
Ian Chen urodził się w Los Angeles jako dziecko tajwańskich imigrantów. Ma młodszego brata Maxa, obaj biegle władają językiem mandaryńskim. Chen również śpiewa i gra na gitarze w zespole.

## Filmografia

### Filmy
- 2019: Shazam! jako Eugene Choi
- 2019: Był sobie pies 2 (A Dog’s Journey) jako młody Trent
- 2023: Shazam! Gniew bogów jako Eugene Choi

### Seriale
- 2013: Współczesna rodzina (Modern Family) jako przyjaciel Lily
- 2014: Chirurdzy (Grey’s Anatomy) jako Luca Peterson
- 2016: Dr Ken jako Henry
- 2016: Loosely Exactly Nicole jako Troy
- 2018: Fancy Nancy Clancy jako Jonanthan (głos)
- 2015–2020: Przepis na amerykański sen (Fresh Off the Boat) jako Evan Huang
- 2019–2020: The Rocketeer jako Logan (głos)